# Gibbula
Gibbula is een geslacht van weekdieren dat behoort tot de klasse der slakken (Gastropoda). De kleine zeeslakken maken deel uit van de familie Trochidae.

## Soorten
De volgende soorten zijn bij het geslacht ingedeeld:
- Gibbula ahena Preston, 1908
- Gibbula altispira Cossmann & Peyrot, 1917 †
- Gibbula angulatiformis (Sinzow, 1875) †
- Gibbula anodosula Sacco, 1896 †
- Gibbula apenninica Sacco, 1896 †
- Gibbula ardens (Salis Marschlins, 1793)
- Gibbula argentaria (Mayer, 1874) †
- Gibbula auingeri (Fuchs, 1873) †
- Gibbula aurantia F. Nordsieck, 1975
- Gibbula balatro (Eichwald, 1850) †
- Gibbula banatica (Jekelius, 1944) †
- Gibbula beaumontii (d'Orbigny, 1844) †
- Gibbula beckeri G. B. Sowerby III, 1901
- Gibbula beetsi van Regteren Altena, 1954 †
- Gibbula benoisti (Cossmann & Peyrot, 1917) †
- Gibbula benzi (F. Krauss, 1848)
- Gibbula bessarabica (Sinzow, 1877) †
- Gibbula blanfordiana G. Nevill & H. Nevill, 1869
- Gibbula bourdoti Cossmann, 1902 †
- Gibbula candei (d'Orbigny, 1840)
- Gibbula capensis (Gmelin, 1791)
- Gibbula carasiensis (Jekelius, 1944) †
- Gibbula carinifera (Wood, 1848) †
- Gibbula cicer (Menke, 1844)
- Gibbula clanculiforma Landau, Van Dingenen & Ceulemans, 2017 †
- Gibbula clandestina Rolán & Templado, 2001
- Gibbula corallioides Locard, 1898
- Gibbula courjaulti (Cossmann, 1918) †
- Gibbula crassistriata (Bell in Wood, 1882) †
- Gibbula cremenensis (Andrzejowski, 1830) †
- Gibbula curvilineata (Sinzow, 1877) †
- Gibbula degrangei Cossmann & Peyrot, 1917 †
- Gibbula delgadensis F. Nordsieck, 1982
- Gibbula denizi Rolán & Swinnen, 2013
- Gibbula depressula Sacco, 1896 †
- Gibbula detaillei Ivolas & Peyrot, 1900 †
- Gibbula deversa Milaschewitsch, 1916
- Gibbula divergens Sacco, 1896 †
- Gibbula drepanensis (Brugnone, 1873)
- Gibbula dubia Báldi, 1973 †
- Gibbula dupontiana G. Nevill & H. Nevill, 1869
- Gibbula eichwaldi Cossmann & Peyrot, 1917 †
- Gibbula eikoae Poppe, Tagaro & Dekker, 2006
- Gibbula euomphala (Philippi, 1836) †
- Gibbula fanulum (Gmelin, 1791)
- Gibbula feneoniana (d'Orbigny, 1844) †
- Gibbula fereclausa Cossmann & Peyrot, 1917 †
- Gibbula filiformis (de Rayneval, Van den Hecke & Ponzi, 1854) †
- Gibbula gelriana Beets, 1946 †
- Gibbula glyphidospira Cossmann & Peyrot, 1917 †
- Gibbula gracilitesta (Papp, 1954) †
- Gibbula gradespira (Švagrovský, 1957) †
- Gibbula guishanensis W.-D. Chen & I-F. Fu, 2008
- Gibbula guttadauri (Philippi, 1836)
- Gibbula guttenbergi (Hilber, 1897) †
- Gibbula hisseyiana (Tenison Woods, 1876)
- Gibbula houarti Poppe, Tagaro & Dekker, 2006
- Gibbula infundibuliformis (Cocconi, 1873) †
- Gibbula joannea (Hilber, 1897) †
- Gibbula joubini Dautzenberg, 1910
- Gibbula kishineviae (d'Orbigny, 1844) †
- Gibbula kolesnikovi (Simionescu & Barbu, 1940) †
- Gibbula laeviardens Sacco, 1896 †
- Gibbula laevis (Eichwald, 1830) †
- Gibbula lapuschnensis (Simionescu & Barbu, 1940) †
- Gibbula loculosa Gould, 1861
- Gibbula lovellreevei Harzhauser, 2021 †
- Gibbula maeotica (Andrussov, 1905) †
- Gibbula magus (Linnaeus, 1758)
- Gibbula marginata (Eichwald, 1830) †
- Gibbula mariaeangelae Garilli, 2009 †
- Gibbula marialuisae Garilli, 2009 †
- Gibbula marianae Landau, Van Dingenen & Ceulemans, 2017 †
- Gibbula massieri Rolán & Zettler, 2010
- Gibbula mayeri Ivolas & Peyrot, 1900 †
- Gibbula megamagus Cossmann, 1918 †
- Gibbula mimula Boettger, 1907 †
- Gibbula miohelicoides Sacco, 1896 †
- Gibbula mioturbinoides Sacco, 1896 †
- Gibbula moldavica (Simionescu & Barbu, 1940) †
- Gibbula morosanni (Simionescu & Barbu, 1940) †
- Gibbula moussoni (Mayer, 1861) †
- Gibbula multicolor (F. Krauss, 1848)
- Gibbula multistriata Wood in Kendall & Bell, 1886 †
- Gibbula mutinocincta Sacco, 1896 †
- Gibbula neglecta (Michelotti, 1861) †
- Gibbula nehalleniae van Regteren Altena, 1954 †
- Gibbula neraudeaui (Ceulemans, Van Dingenen & Landau, 2016) †
- Gibbula novemcincta (von Buch, 1830) †
- Gibbula octosulcata (Nyst, 1835) †
- Gibbula orbignyana (Hörnes, 1856) †
- Gibbula peneckei (Hilber, 1897) †
- Gibbula petala (Marquet, 1995) †
- Gibbula peyroti Ivolas & Peyrot, 1900 †
- Gibbula phasianellaeformis (Sinzow, 1875) †
- Gibbula philberti (Récluz, 1843)
- Gibbula planata (Friedberg, 1928) †
- Gibbula pliosubcincta Sacco, 1896 †
- Gibbula podhorcensis (Friedberg, 1928) †
- Gibbula pontileviensis Ivolas & Peyrot, 1900 †
- Gibbula porellus (de Gregorio, 1884) †
- Gibbula praecurvilineata (Kolesnikov, 1935) †
- Gibbula praeformis (Papp, 1954) †
- Gibbula prosiliens (Eichwald, 1850) †
- Gibbula pseudoangulata (Sinzow, 1875) †
- Gibbula pseudomagus (d'Orbigny, 1852) †
- Gibbula pseudomimus (Sinzow, 1897) †
- Gibbula pseudosagus Glibert, 1962 †
- Gibbula pulcherrima (Harmer, 1923) †
- Gibbula puschii (Andrzejowski, 1830) †
- Gibbula saeniensis Chirli & Micali, 2003 †
- Gibbula sagus (Defrance, 1828) †
- Gibbula sallomacensis Cossmann & Peyrot, 1917 †
- Gibbula sanctacrucensis Baluk, 1975 †
- Gibbula sannio (Eichwald, 1853) †
- Gibbula schmitzi Joksimowitsch, 1911 †
- Gibbula sementis Rolán & Templado, 2001
- Gibbula semigranularis (Cantraine, 1835) †
- Gibbula semirotunda Sacco, 1896 †
- Gibbula senegalensis Menke, 1853
- Gibbula sima (Liverovskaya, 1935) †
- Gibbula sirigui Brunetti M., Forli & Vecchi, 2008 †
- Gibbula solarium (Nyst, 1835) †
- Gibbula spadinii Landau, Marquet & Grigis, 2003 †
- Gibbula spurca (Gould, 1849)
- Gibbula stampinensis (Cossmann & Lambert, 1884) †
- Gibbula stavropoliana (Kudrjawzev, 1928) †
- Gibbula steiningeri Harzhauser, 2021 †
- Gibbula stoliczkana G. Nevill & H. Nevill, 1869
- Gibbula striatellata (Millet, 1865) †
- Gibbula styriaca (Hilber, 1897) †
- Gibbula subplicata G. Nevill & H. Nevill, 1869
- Gibbula subscalata Boettger, 1907 †
- Gibbula subsigaretus (Sinzow, 1875) †
- Gibbula subturriculoides (Sinzow, 1897) †
- Gibbula tantilla Monterosato, 1890
- Gibbula tauracuta Sacco, 1896 †
- Gibbula taurinensis Sacco, 1896 †
- Gibbula taurominima Sacco, 1896 †
- Gibbula tauroparva Sacco, 1896 †
- Gibbula tavanii Harzhauser, 2021 †
- Gibbula tindayaensis Martín-González & Vera-Peláez, 2018 †
- Gibbula tryoni Pilsbry, 1890
- Gibbula tumidiformis Cossmann, 1918 †
- Gibbula turbinoides (Deshayes, 1835)
- Gibbula vanwalleghemi Poppe, Tagaro & Dekker, 2006
- Gibbula verdensis Rolán & Templado, 2001
- Gibbula vimontiae Monterosato, 1884
- Gibbula woodii (Harmer, 1923) †
- Gibbula zonata (W. Wood, 1828)
- Gibbula zonatopunctata (Sinzow, 1875) †

### Synoniemen
- Gibbula adansonii (Payraudeau, 1826) => Steromphala adansonii (Payraudeau, 1826)
- Gibbula adriatica (Philippi, 1844) => Steromphala adriatica (Philippi, 1844)
- Gibbula affinis Garrett, 1872 => Eurytrochus affinis (Garrett, 1872)
- Gibbula aglaia Bartsch, 1915 => Gibbula tryoni Pilsbry, 1890
- Gibbula albida (Gmelin, 1791) => Steromphala albida (Gmelin, 1791)
- Gibbula altimirai F. Nordsieck, 1982 => Gibbula nivosa A. Adams, 1853
- Gibbula apicalis F. Nordsieck, 1972 => Gibbula ardens (Salis Marschlins, 1793)
- Gibbula approximata W. H. Turton, 1932 => Gibbula cicer (Menke, 1844)
- Gibbula articulata (Gould, 1861) => Pseudominolia articulata (Gould, 1861)
- Gibbula awajiensis G. B. Sowerby III, 1914 => Conotalopia mustelina (Gould, 1861)
- Gibbula barbara Monterosato, 1884 => Gibbula ardens (Salis Marschlins, 1793)
- Gibbula becki W. H. Turton, 1932 => Gibbula multicolor (F. Krauss, 1848)
- Gibbula bertarellii Andreoli & Marsigli, 1997 † => Heteroninella bertarellii (Andreoli & Marsigli, 1997) †
- Gibbula biangulata (Eichwald, 1830) † => Steromphala biangulata (Eichwald, 1830) †
- Gibbula bicolor Risso, 1826 => Gibbula ardens (Salis Marschlins, 1793)
- Gibbula biporcata G. B. Sowerby III, 1892 => Stomatella biporcata A. Adams, 1850
- Gibbula brebioni Landau, Van Dingenen & Ceulemans, 2017 † => Gibbuliculus brebioni (Landau, Van Dingenen & Ceulemans, 2017) †
- Gibbula cineraria (Linnaeus, 1758) => Steromphala cineraria (Linnaeus, 1758)
- Gibbula concinna Pilsbry, 1889 => Eurytrochus concinnus (Pilsbry, 1889)
- Gibbula conemenosi Monterosato, 1888 => Steromphala adriatica (Philippi, 1844)
- Gibbula conicomagus Landau, Van Dingenen & Ceulemans, 2017 † => Gibbuliculus conicomagus (Landau, Van Dingenen & Ceulemans, 2017) †
- Gibbula corallina Cotton & Godfrey, 1935 => Argalista corallina (Cotton & Godfrey, 1935)
- Gibbula coxi Angas, 1867 => Notogibbula bicarinata (A. Adams, 1854)
- Gibbula crassigranosa Tenison Woods, 1877 † => Bolma crassigranosa (Tenison Woods, 1877) †
- Gibbula cummingae Kilburn, 1977 => Calliotrochus marmoreus (Pease, 1861)
- Gibbula dacostana Preston, 1909 => Eurytrochus strangei (A. Adams, 1853)
- Gibbula declivis (Forskål, 1775) => Rubritrochus declivis (Forsskål in Niebuhr, 1775)
- Gibbula degregorii Caramagna, 1888 => Ethminolia degregorii (Caramagna, 1888)
- Gibbula delicata Coen, 1937 => Gibbula leucophaea (Philippi, 1836)
- Gibbula depressa Risso, 1826 => Gibbula varia (Linnaeus, 1758)
- Gibbula desserea Risso, 1826 => Gibbula umbilicaris (Linnaeus, 1758)
- Gibbula distincta W. H. Turton, 1932 => Gibbula multicolor (F. Krauss, 1848)
- Gibbula ditropis (Wood, 1848) † => Jujubinus ditropis (Wood, 1848) †
- Gibbula divaricata (Linnaeus, 1758) => Steromphala divaricata (Linnaeus, 1758)
- Gibbula dolorosa Tenison Woods, 1877 => Cantharidus tenebrosus A. Adams, 1853
- Gibbula doriae Caramagna, 1888 => Ethminolia doriae (Caramagna, 1888)
- Gibbula eucosmia Pilsbry, 1895 => Iwakawatrochus urbanus (Gould, 1861)
- Gibbula fanula (Gmelin, 1791) => Gibbula fanulum (Gmelin, 1791)
- Gibbula forskadauri F. Nordsieck, 1982 => Gibbula magus (Linnaeus, 1758)
- Gibbula fucata Gould, 1861 => Gibbula multicolor (F. Krauss, 1848)
- Gibbula fulgens Gould, 1861 => Gibbula cicer (Menke, 1844)
- Gibbula galbina Hedley & May, 1908 => Nanula galbina (Hedley & May, 1908)
- Gibbula gaudiosa Gould, 1861 => Gibbula cicer (Menke, 1844)
- Gibbula gibbosula Brusina, 1865 => Gibbula racketti (Payraudeau, 1826)
- Gibbula gigantea Lozano-Francisco & Vera-Peláez, 2002 † => Heteroninella bertarellii (Andreoli & Marsigli, 1997) †
- Gibbula globulosa W. H. Turton, 1932 => Gibbula cicer (Menke, 1844)
- Gibbula gorgonarum P. Fischer, 1884 => Callumbonella suturalis (Philippi, 1836)
- Gibbula hannonis Locard, 1898 => Margarites luciae (G. Seguenza, 1876)
- Gibbula hemprichii (Issel, 1869) => Ethminolia hemprichii (Issel, 1869)
- Gibbula hera W. H. Turton, 1932 => Gibbula multicolor (F. Krauss, 1848)
- Gibbula hettematica Locard, 1898 => Ancistrobasis reticulata (Philippi, 1844)
- Gibbula holdsworthana G. Nevill & H. Nevill, 1871 => Conotalopia musiva (Gould, 1861)
- Gibbula huberi Oberling, 1970 => Gibbula vimontiae Monterosato, 1884
- Gibbula incincta G. B. Sowerby III, 1894 => Gibbula tryoni Pilsbry, 1890
- Gibbula inoptanda Locard, 1898 => Solariella inoptanda (Locard, 1898)
- Gibbula insignis (Millet, 1854) † => Steromphala insignis (Millet, 1854) †
- Gibbula irritans Thiele, 1930 => Tricolia tomlini (Gatliff & Gabriel, 1921)
- Gibbula isseli Monterosato, 1888 => Gibbula racketti (Payraudeau, 1826)
- Gibbula ivanicsi Brusina, 1865 => Gibbula adansonii (Payraudeau, 1826)
- Gibbula kalinota A. Adams, 1853 => Gibbula ardens (Salis Marschlins, 1793)
- Gibbula kowiensis W. H. Turton, 1932 => Gibbula benzi (F. Krauss, 1848)
- Gibbula lacazei (Vélain, 1877) => Margarita lacazei Vélain, 1877
- Gibbula lauta W. H. Turton, 1932 => Gibbula multicolor (F. Krauss, 1848)
- Gibbula leucophaea (Philippi, 1836) => Steromphala leucophaea (Philippi, 1836)
- Gibbula maccullochi Hedley, 1907 => Eurytrochus maccullochi (Hedley, 1907)
- Gibbula maga (Linnaeus, 1758) => Gibbula magus (Linnaeus, 1758)
- Gibbula marmorea (Pease, 1861) => Calliotrochus marmoreus (Pease, 1861)
- Gibbula maurolici (G. Seguenza, 1876) => Calliostoma maurolici (G. Seguenza, 1876)
- Gibbula mediterranea Risso, 1826 => Gibbula umbilicaris (Linnaeus, 1758)
- Gibbula medusa Bartsch, 1915 => Gibbula tryoni Pilsbry, 1890
- Gibbula micans Suter, 1897 => Cantharidus artizona A. Adams, 1853
- Gibbula miniata (Anton, 1838) => Clanculus miniatus (Anton, 1838)
- Gibbula mirabilis (Deshayes, 1863) † => Pseudodiloma mirabilis (Deshayes, 1863) †
- Gibbula mocquerisi Pallary, 1906 => Gibbula varia (Linnaeus, 1758)
- Gibbula morio Risso, 1826 => Clanculus jussieui (Payraudeau, 1826)
- Gibbula mortenseni Odhner, 1924 => Cantharidus mortenseni (Odhner, 1924)
- Gibbula musiva Gould, 1861 => Gibbula cicer (Menke, 1844)
- Gibbula nebulosa (Philippi, 1848) => Steromphala nebulosa (Philippi, 1849)
- Gibbula nitida A. Adams & Angas, 1864 => Micrelenchus tesselatus (A. Adams, 1853)
- Gibbula nivosa A. Adams, 1853 => Steromphala nivosa (A. Adams, 1853)
- Gibbula obesula Locard, 1898 => Calliostoma obesulum (Locard, 1898)
- Gibbula obliquata (Gmelin, 1791) => Gibbula umbilicalis (da Costa, 1778)
- Gibbula ocellina Hedley, 1911 => Cratidentium ocellinum (Hedley, 1911)
- Gibbula oppressa Hutton, 1878 => Coelotrochus oppressus (Hutton, 1878)
- Gibbula ornata W. H. Turton, 1932 => Gibbula multicolor (F. Krauss, 1848)
- Gibbula pantanellii Caramagna, 1888 => Monilea pantanellii (Caramagna, 1888)
- Gibbula parnensis (Bayan, 1870) † => Amonilea parnensis (Bayan, 1870) †
- Gibbula pennanti (Philippi, 1846) => Steromphala pennanti (Philippi, 1846)
- Gibbula perspectiva G. B. Sowerby III, 1900 => Agagus agagus Jousseaume, 1894
- Gibbula phasianella (Deshayes, 1863) => Calliotrochus marmoreus (Pease, 1861)
- Gibbula picturata A. Adams & Angas, 1864 => Cantharidella picturata (A. Adams & Angas, 1864)
- Gibbula pintado (Gould, 1861) => Gibbula benzi (F. Krauss, 1848)
- Gibbula plumbea Hutton, 1878 => Cantharidus huttonii (E. A. Smith, 1876)
- Gibbula polychroma W. H. Turton, 1932 => Gibbula multicolor (F. Krauss, 1848)
- Gibbula protumida Locard, 1886 => Gibbula magus (Linnaeus, 1758)
- Gibbula provosti Ceulemans, Van Dingenen & Landau, 2016 † => Steromphala provosti (Ceulemans, Van Dingenen & Landau, 2016) †
- Gibbula pseudoaraonis Strausz, 1960 † => Clanculus pseudoaraonis (Strausz, 1960) †
- Gibbula pseudotumida F. Nordsieck, 1982 => Gibbula racketti (Payraudeau, 1826)
- Gibbula pulchella W. H. Turton, 1932 => Gibbula multicolor (F. Krauss, 1848)
- Gibbula pulcherrima A. Adams, 1855 => Rubritrochus pulcherrimus (A. Adams, 1855)
- Gibbula punctocostata A. Adams, 1853 => Astele punctocostata (A. Adams, 1853)
- Gibbula purpurata Brusina, 1865 => Gibbula rarilineata (Michaud, 1829)
- Gibbula purpurea Coen, 1937 => Gibbula albida (Gmelin, 1791)
- Gibbula pygmaea Risso, 1826 => Gibbula racketti (Payraudeau, 1826)
- Gibbula racketti (Payraudeau, 1826) => Steromphala racketti (Payraudeau, 1826)
- Gibbula rarilineata (Michaud, 1829) => Steromphala rarilineata (Michaud, 1829)
- Gibbula redimita Gould, 1861 => Lirularia redimita (Gould, 1861)
- Gibbula reedi Verco, 1907 => Fossarina reedi (Verco, 1907)
- Gibbula reevei (Montrouzier in Souverbie & Montrouzier, 1866) => Trochus reevei Montrouzier in Souverbie & Montrouzier, 1866
- Gibbula richardi (Payraudeau, 1826) => Phorcus richardi (Payraudeau, 1826)
- Gibbula rotella Monterosato, 1888 => Gibbula nivosa A. Adams, 1853
- Gibbula rupestris Risso, 1826 => Clanculus cruciatus (Linnaeus, 1758)
- Gibbula sanguinea Risso, 1826 => Gibbula ardens (Salis Marschlins, 1793)
- Gibbula schroeterius Risso, 1826 => Clanculus jussieui (Payraudeau, 1826)
- Gibbula sepulchralis (Melvill, 1899) => Priotrochus obscurus obscurus (W. Wood, 1828)
- Gibbula serpa F. Nordsieck, 1982 => Phorcus turbinatus (Born, 1778)
- Gibbula specialis Coen, 1937 => Gibbula divaricata (Linnaeus, 1758)
- Gibbula spratti (Forbes, 1844) => Steromphala spratti (Forbes, 1844)
- Gibbula subcincta Monterosato, 1888 => Gibbula ardens (Salis Marschlins, 1793)
- Gibbula succincta Carpenter, 1864 => Lirularia succincta (Carpenter, 1864)
- Gibbula sulcosa A. Adams, 1853 => Gibbula ardens (Salis Marschlins, 1793)
- Gibbula sulliottii Monterosato, 1888 => Steromphala adansonii (Payraudeau, 1826)
- Gibbula taiwanensis W.-D. Chen, 2006 => Pseudotalopia taiwanensis (W.-D. Chen, 2006)
- Gibbula tapparonei Caramagna, 1888 => Homalopoma tapparonei (Caramagna, 1888)
- Gibbula tasmanica Petterd, 1879 => Nanula tasmanica (Petterd, 1879)
- Gibbula thalia Bartsch, 1915 => Gibbula cicer (Menke, 1844)
- Gibbula thiara Coen, 1937 => Gibbula albida (Gmelin, 1791)
- Gibbula tingitana Pallary, 1902 => Jujubinus tingitanus (Pallary, 1902)
- Gibbula townsendi G. B. Sowerby III, 1895 => Agagus agagus Jousseaume, 1894
- Gibbula tumida (Montagu, 1803) => Steromphala tumida (Montagu, 1803)
- Gibbula tumidulina Locard, 1904 => Gibbula racketti (Payraudeau, 1826)
- Gibbula umbilicalis (da Costa, 1778) => Steromphala umbilicalis (da Costa, 1778)
- Gibbula umbilicaris (Linnaeus, 1758) => Steromphala umbilicaris (Linnaeus, 1758)
- Gibbula varia (Linnaeus, 1758) => Steromphala varia (Linnaeus, 1758)
- Gibbula variegata Risso, 1826 => Gibbula varia (Linnaeus, 1758)
- Gibbula venusta A. Adams, 1853 => Gibbula ardens (Salis Marschlins, 1793)
- Gibbula virescens F. Nordsieck, 1972 => Gibbula adansonii (Payraudeau, 1826)
- Gibbula vulcanica Coen, 1937 => Gibbula magus (Linnaeus, 1758)
- Gibbula whitechurchi W. H. Turton, 1932 => Ilanga whitechurchi (W. H. Turton, 1932)